# Martres-sur-Morge
Pour les articles homonymes, voir Martres.
Martres-sur-Morge est une commune française située dans le département du Puy-de-Dôme, en région Auvergne-Rhône-Alpes. Elle fait partie de l'aire d'attraction de Clermont-Ferrand.

## Géographie

### Localisation
Martres-sur-Morge est située dans la plaine de la Limagne.
Elle a fait partie du canton d'Ennezat jusqu'en mars 2015 ; à la suite du redécoupage cantonal, la commune est désormais rattachée au canton d'Aigueperse.
À vol d'oiseau, la commune est à 20,5 km au nord-nord-est du chef-lieu du département Clermont-Ferrand, à 9,9 km au nord-est du chef-lieu d'arrondissement Riom, à 4,4 km au nord d'Ennezat et à 9,7 km au nord d'Aigueperse.
Six communes sont limitrophes :
|                    | Sardon            |             |
| Varennes-sur-Morge | Martres-sur-Morge | Surat       |
| Clerlande          | Ennezat           | Saint-Ignat |

### Hydrographie
Elle est traversée par la Morge.

### Climat
Pour des articles plus généraux, voir Climat d'Auvergne-Rhône-Alpes et Climat du Puy-de-Dôme.
En 2010, le climat de la commune est de type climat du Bassin du Sud-Ouest, selon une étude du Centre national de la recherche scientifique s'appuyant sur une série de données couvrant la période 1971-2000. En 2020, Météo-France publie une typologie des climats de la France métropolitaine dans laquelle la commune est exposée à un climat de montagne ou de marges de montagne et est dans la région climatique  Nord-est du Massif Central, caractérisée par une pluviométrie annuelle de 800 à 1 200 mm, bien répartie dans l’année. 
Pour la période 1971-2000, la température annuelle moyenne est de 11,1 °C, avec une amplitude thermique annuelle de 16,5 °C. Le cumul annuel moyen de précipitations est de 672 mm, avec 8,8 jours de précipitations en janvier et 6,9 jours en juillet. Pour la période 1991-2020, la température moyenne annuelle observée sur la station météorologique de Météo-France la plus proche, « Charmes_sapc », sur la commune de Charmes à 16 km à vol d'oiseau, est de 11,9 °C et le cumul annuel moyen de précipitations est de 675,4 mm,. Pour l'avenir, les paramètres climatiques de la commune estimés pour 2050 selon différents scénarios d'émission de gaz à effet de serre sont consultables sur un site dédié publié par Météo-France en novembre 2022.

## Urbanisme

### Typologie
Au 1er janvier 2024, Martres-sur-Morge est catégorisée commune rurale à habitat dispersé, selon la nouvelle grille communale de densité à sept niveaux définie par l'Insee en 2022.
Elle est située hors unité urbaine. Par ailleurs la commune fait partie de l'aire d'attraction de Clermont-Ferrand, dont elle est une commune de la couronne,. Cette aire, qui regroupe 209 communes, est catégorisée dans les aires de 200 000 à moins de 700 000 habitants,.

### Occupation des sols
L'occupation des sols de la commune, telle qu'elle ressort de la base de données européenne d’occupation biophysique des sols Corine Land Cover (CLC), est marquée par l'importance des territoires agricoles (92 % en 2018), une proportion sensiblement équivalente à celle de 1990 (92,2 %). La répartition détaillée en 2018 est la suivante : terres arables (87,7 %), zones urbanisées (4,8 %), zones agricoles hétérogènes (4,4 %), forêts (3,2 %). L'évolution de l’occupation des sols de la commune et de ses infrastructures peut être observée sur les différentes représentations cartographiques du territoire : la carte de Cassini (XVIIIe siècle), la carte d'état-major (1820-1866) et les cartes ou photos aériennes de l'IGN pour la période actuelle (1950 à aujourd'hui).

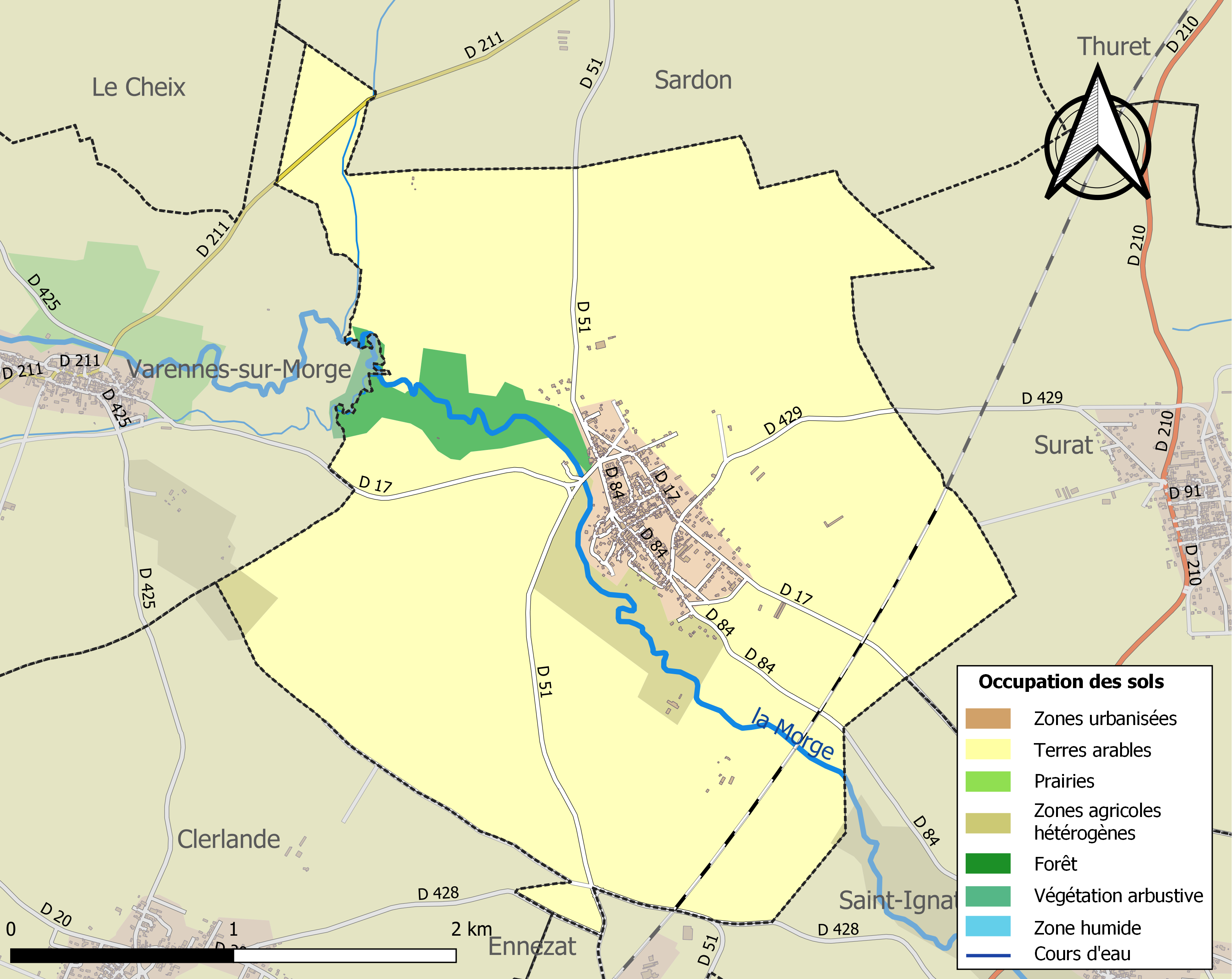
Carte des infrastructures et de l'occupation des sols de la commune en 2018 (CLC).

### Voies de communication et transports
Le territoire communal est traversé par quatre routes départementales :
- la D 17, reliant d'ouest en est Varennes-sur-Morge à Saint-Ignat et Maringues ;
- la D 51, reliant Sardon au nord à Ennezat au sud ;
- la D 84, reliant le centre du village à Champeyroux (commune de Saint-Ignat) et à Entraigues ;
- la D 429, partant aussi du centre du village en direction de Surat.

À l'est de la commune passe la ligne de Vichy à Riom où circulent des trains (service voyageurs et marchandises entre Vichy et Clermont-Ferrand).
L'autoroute la plus proche, l'A71-A89, peut être empruntée à Riom via Ennezat.
Martres-sur-Morge est desservie par le transport à la demande du réseau RLV Mobilités permettant aux usagers de rejoindre Ennezat, Riom ou tout autre point d'arrêt de la zone TAD 2 couvrant les communes de l'est de la communauté d'agglomération.

## Histoire
La présence de communautés humaines est attestée sur le territoire de la commune dès le début du IIIe millénaire avant l'ère moderne grâce à des vestiges d'enclos circulaires et de nécropoles.
En 1493, les habitants de la commune sont autorisés à construire une église, leur évitant d'avoir à se rendre à celle de Varennes-sur-Morge, plus à l'Ouest. Celle-ci est construite dans les années suivantes. Elle est également agrandie au cours de travaux en 1806.

## Politique et administration
| Période                                  | Période                    | Identité                   | Étiquette | Qualité  |
| ---------------------------------------- | -------------------------- | -------------------------- | --------- | -------- |
| Les données manquantes sont à compléter. |                            |                            |           |          |
| ≤1820                                    | 1830                       | Gabriel Yves-Joseph Ogier, |           |          |
| 1830                                     | 1837                       | Antoine Ossaye             |           |          |
| 1837                                     | 1848                       | Gabriel Yves-Joseph Ogier  |           |          |
| 1848                                     | 1848                       | Pierre Ossaye              |           |          |
| 1848                                     | 1851                       | Antoine Pouzal             |           |          |
| 1851                                     | mai 1871                   | Pierre Ossaye              |           |          |
| mai 1871 (réélu en 1874, 1878 et 1884)   | mai 1888                   | Michel Ossaye              |           |          |
| mai 1888 (réélu en 1892)                 | mai 1896                   | Guillaume Belin            |           |          |
| mai 1896 (réélu en 1900)                 | mai 1904                   | Joseph Ossaye              |           |          |
| mai 1904                                 | mai 1908                   | Pierre Eugène Ossaye       |           |          |
| mai 1908 (réélu en 1912)                 | >1912                      | Gabriel-Théodore Cousin    |           |          |
| mars 2008                                | mars 2014                  | Jean-Luc Chassagne         |           |          |
| mars 2014 (réélu en 2020)                | En cours (au 23 août 2020) | Eugène Chassagne,          |           | Retraité |

## Population et société

### Démographie
L'évolution du nombre d'habitants est connue à travers les recensements de la population effectués dans la commune depuis 1793. Pour les communes de moins de 10 000 habitants, une enquête de recensement portant sur toute la population est réalisée tous les cinq ans, les populations de référence des années intermédiaires étant quant à elles estimées par interpolation ou extrapolation. Pour la commune, le premier recensement exhaustif entrant dans le cadre du nouveau dispositif a été réalisé en 2004.

En 2022, la commune comptait 732 habitants, en évolution de +9,75 % par rapport à 2016 (Puy-de-Dôme : +2,1 %, France hors Mayotte : +2,11 %).
| 1793 | 1800 | 1806 | 1821  | 1831  | 1836  | 1841  | 1846  | 1851  |
| ---- | ---- | ---- | ----- | ----- | ----- | ----- | ----- | ----- |
| 866  | 950  | 937  | 1 014 | 1 169 | 1 061 | 1 020 | 1 024 | 1 022 |

| 1856 | 1861 | 1866 | 1872 | 1876 | 1881 | 1886 | 1891 | 1896 |
| ---- | ---- | ---- | ---- | ---- | ---- | ---- | ---- | ---- |
| 977  | 945  | 917  | 864  | 807  | 780  | 750  | 727  | 671  |

| 1901 | 1906 | 1911 | 1921 | 1926 | 1931 | 1936 | 1946 | 1954 |
| ---- | ---- | ---- | ---- | ---- | ---- | ---- | ---- | ---- |
| 677  | 640  | 597  | 550  | 551  | 502  | 446  | 379  | 426  |

| 1962 | 1968 | 1975 | 1982 | 1990 | 1999 | 2004 | 2006 | 2009 |
| ---- | ---- | ---- | ---- | ---- | ---- | ---- | ---- | ---- |
| 403  | 389  | 350  | 381  | 450  | 475  | 498  | 513  | 538  |

| 2014 | 2019 | 2022 | - | - | - | - | - | - |
| ---- | ---- | ---- | - | - | - | - | - | - |
| 644  | 676  | 732  | - | - | - | - | - | - |

### Enseignement
Martres-sur-Morge dépend de l'académie de Clermont-Ferrand.
Les élèves commencent leur scolarité à l'école élémentaire publique de la commune. Ils la poursuivent au collège Jean-Vilar de Riom puis au lycée Virlogeux de Riom.

### Sports
Martres-sur-Morge a été ville de passage de la 11e étape du Tour de France 2023, le 12 juillet 2023, reliant Clermont-Ferrand à Moulins.
De nombreuses associations sont présentes dans la commune : chasse, moto, course à pieds, pétanque, comité des fêtes, parents d'élèves, tennis…

## Économie
La commune compte un tissu économique diversifié comprenant plusieurs entreprises locales actives dans des secteurs variés. Parmi elles figurent Mage David (plomberie), EARL Les Marnes (exploitation agricole), Morgan Moignoux Immobilier (IAD), EARL La Croix Blanche, EARL Les Sarres, EARL Des Charmes, Auvercell (installation électrique), Bartholome Et Fils (charpente), Boilon Florian (plâtrerie), ADC Animations (arts du spectacle vivant), Elite Group Trainer (centre de culture physique) et EMC Environnement (intermédiaire du commerce). Cette diversité contribue au dynamisme économique de la commune.